# ويليام د. بيكر
ويليام د. بيكر (بالإنجليزية: William D. Becker)‏ هو سياسي أمريكي، ولد في 23 أكتوبر 1876 في الولايات المتحدة، وتوفي في 1 أغسطس 1943 بسانت لويس في الولايات المتحدة. حزبياً، نشط في الحزب الجمهوري.